# Ян Вэньи
Ян Вэньи́ (кит. упр. 杨文意, пиньинь Yáng Wényì, род. 11 января 1972 в Шанхае) — китайская пловчиха, олимпийская чемпионка 1992 года на дистанции 50 метров вольным стилем, экс-рекордсменка мира на этой же дистанции на «длинной воде» в 1988—1994 годах.

## Биография
Ян Вэньи родилась в 1972 году в Шанхае. В 1987 году на Тихоокеанских играх завоевала в составе команды серебряную медаль в эстафете, а в 1988 году на чемпионате Азии по водным видам спорта взяла 4 золотых медали, в том числе установив мировой рекорд по плаванию на 50 м вольным стилем.
В 1988 году Ян Вэньи также завоевала серебряную медаль на Олимпийских играх в Сеуле, а на Олимпийских играх 1992 года в Барселоне — одну золотую медаль и одну серебряную.
Помимо олимпийских наград, Ян Вэньи также завоевала 3 золотых медали на Азиатских играх 1990 года, и золотую медаль на летней Универсиаде 1991 года.